# داویت گریگوریان (بازیکن فوتبال)
داویت ژورایی گریگوریان (ارمنی: Դավիթ Ժորայի Գրիգորյան؛ زادهٔ ۲۸ دسامبر ۱۹۸۲ در ایروان) یک بازیکن فوتبال در پست مدافع اهل ارمنستان است.

## باشگاهی
از باشگاه‌هایی که در آن بازی کرده‌است می‌توان به ایروان، دوین آرتاشات، قزل‌یار، میکا، اولیس و آرارات ایروان اشاره کرد.

## تیم ملی
وی همچنین در تیم ملی فوتبال ارمنستان بازی کرده است. گریگوریان نخستین بازی ملی خود را که یک بازی دوستانه بود در تاریخ ۱۸ فوریه ۲۰۰۴ در پافوس، قبرس در مقابل مجارستان انجام داده است.

## آمارهای تیم ملی
| تیم ملی فوتبال ارمنستان | تیم ملی فوتبال ارمنستان | تیم ملی فوتبال ارمنستان |
| سال                     | حضورها                  | گل‌ها                    |
| ----------------------- | ----------------------- | ----------------------- |
| ۲۰۰۴                    | ۵                       | ۰                       |
| ۲۰۰۵                    | ۳                       | ۰                       |
| مجموعاً                  | ۸                       | ۰                       |